# Pisgah, Iowa
Pisgah är en ort i Harrison County, Iowa, USA.